# トランセンデンス
『トランセンデンス』（原題: Transcendence）は、ウォーリー・フィスター監督、ジャック・パグレン脚本による2014年のイギリス・中国・アメリカ合衆国で製作されたSF映画、サスペンス映画である。人工知能と化した科学者の姿を通して、過度に高度化した科学技術がもたらす危機を描いている。タイトルのTranscendenceは、日本語で「超越」を意味する。出演はジョニー・デップ、レベッカ・ホール、ポール・ベタニー、モーガン・フリーマン。

## ストーリー
世界初の人工知能PINN（ピン）を研究開発するコンピュータ科学者のウィル・キャスター（ジョニー・デップ）博士とその妻エヴリン（レベッカ・ホール）は、コンピューターが人間の能力を超えた世界を構築する為に、技術的特異点(Singularity)への到達を目標に、クラウドコンピューティングを開発していた。しかしそのさなか、ウィルは反テクノロジーを唱える過激派テロ組織RIFT（リフト）の凶弾に倒れてしまう。エヴリンは夫を救うべく、死の際にあったウィルの意識をPINNにアップロードする。彼女の手により人工知能としてよみがえったウィルは、軍事機密から金融、経済、果ては個人情報にいたるまで、ありとあらゆる情報を取り込み、驚異の進化を始める。ウィルとエヴリンは荒野の小さな町に巨大な地下施設を建造し、身を潜めながら様々な研究を続けた。
2年後、ウィルは自らの思い通りに動き、瞬時に人間を治療するナノマシンを完成させ、施設には多くの人が救いを求めて訪れるようになった。しかし、このナノマシンを投与された人間は肉体を強化され、またウィルの意識とリンクして意のままに操られてしまう。この人間をRIFTは「ハイブリッド」と呼んで敵視し、FBIからも私設軍隊として脅威と認識されはじめる。ナノマシン(ナノ粒子)を使って人造人間をも作りはじめたウィルに、エヴリンもまた疑念を抱き始めるのだった。
ウィルとエヴリンの友人だったマックスはRIFT、FBIらと共にウィルを止めるためのコンピュータウイルスを作成。エヴリンの体にウイルスを入力したナノマシンを注射し、PINNにアップロードさせソースコードを破壊すべく、ウィルの元へと送り込む。しかしこれはウィルに見破られてしまい、痺れを切らしたRIFTは施設のソーラーパネルを攻撃しはじめる。この攻撃でエヴリンは重傷を負い、クローンのウィルによって施設の中へと連れて行かれる。
ウィルは自らの行いを「僕達の理想の世界(ユートピア)を実現するため」だと言い、エヴリンの血液に触れてナノマシンを通じてリンクする。直接エヴリンの頭に流れこんできた映像は、ナノマシンによって緑に溢れ、水は澄み、大気の浄化された「エヴリンの夢見た世界」(エコシステム)だった。人工知能となってもウィルは変わらずエヴリンを愛し、エヴリンのためだけに行動していたのだ。直後、ウイルスによってナノマシンは自壊、ウイルスの副作用によって世界中の全てのコンピューターは完全に機能を停止され、コンピューター制御に頼っていた全ライフラインはストップし、世界は大停電に見舞われ、文明は崩壊する。PINNも停止し、ウィルとエヴリンは寄り添って息絶えた。
しかしナノマシンは全て失われたわけではなく、ウィルとエヴリンの庭のファラデーケージで花を咲かせ、水を浄化し続けていた。

## キャスト
| 役名                       | 俳優                             | 日本語吹替 | 日本語吹替 |
| 役名                       | 俳優                             | 劇場公開版 | ソフト版   |
| -------------------------- | -------------------------------- | ---------- | ---------- |
| ウィル・キャスター         | ジョニー・デップ                 | 平田広明   | 平田広明   |
| エヴリン・キャスター       | レベッカ・ホール                 | 北西純子   | 北西純子   |
| マックス・ウォーターズ     | ポール・ベタニー                 | 内田夕夜   | 内田夕夜   |
| ドナルド・ブキャナン捜査官 | キリアン・マーフィー             | 鈴木正和   | 鈴木正和   |
| ブリー                     | ケイト・マーラ                   | 坂本真綾   | 坂本真綾   |
| スティーヴンス大佐         | コール・ハウザー                 | さかき孝輔 | さかき孝輔 |
| ジョセフ・タガー           | モーガン・フリーマン             | 坂口芳貞   | 坂口芳貞   |
| マーティン                 | クリフトン・コリンズ・Jr         | 高木渉     | 高木渉     |
| ジョエル・エドモンド       | コリー・ハードリクト             | 櫻井トオル | 櫻井トオル |
| ボブ                       | フォーク・ヘンチェル             | 田村真     | 田村真     |
| ポール                     | ジョシュ・スチュワート           |            |            |
| ジェームズ・トーマス       | ルーカス・ハース                 |            |            |
| イーロン・マスク           | 本人（クレジットなし）           |            |            |
| PINNの声                   | リナン・ザガー（クレジットなし） | 坂上忍     |            |

## 製作

### 企画
これまで撮影監督を務めてきたウォーリー・フィスターの監督デビュー作である。ジャック・パグレンはフィスターに監督させるために脚本を書き、プロデューサーのアニー・メーターはストレート・アップ・フィルムズに企画を持ちかけた。企画はストレート・アップに売られ、2012年3月までにはアルコン・エンターテインメントが権利を取得した。アルコンは出資し、ストレート・アップとアルコンのプロデューサーが共同で製作に参加した。6月にはそれまでフィスターと働いていた映画監督のクリストファー・ノーランとその妻で製作パートナーでもあるエマ・トーマスがエグゼクティブプロデューサーとして参加した。2012年10月までにはジョニー・デップへの出演交渉が行われた。

### キャスティング
2012年10月までにジョニー・デップとの出演交渉に入った。『ハリウッド・リポーター』はデップの出演料が2000万ドルに及ぶと報じた。フィスターはさらにノオミ・ラパス、ジェームズ・マカヴォイ、トビー・マグワイアらとも会い、さらにクリストフ・ヴァルツにもオファーした。2013年3月、女性主人公としてレベッカ・ホールがキャスティングされた。4月、メインキャストとしてポール・ベタニー、ケイト・マーラ、モーガン・フリーマンらが加わった。

### 撮影
これまでデジタル式映画撮影でのフィルムストックの使用を支持していたフィスターは本作を35mmフィルムでアナモルフィック形式で撮影することに決めた。デジタル・インターミディエイトの代わりに従来の光学処理が行われる。さらに4K解像度によるデジタルマスターが完成され、IMAXでも上映される。また中国では3D版も上映される。撮影は2013年6月に始まり、62日間にわたって行われた。

### 出資
中国のDMGエンターテインメントは資金提供のため、アルコン・エンターテインメントとパートナーシップ契約を交わした。DMGは『LOOPER/ルーパー』や『アイアンマン3』に出資した際は作中に中国の要素を加えさせたが、『Transcendence』ではやらないとしている。撮影は2013年6月に始まった。

## 公開
北米公開は2014年4月18日を予定している。元々は2014年4月25日の予定であった。アメリカ合衆国ではワーナー・ブラザース、中国ではDMGエンターテインメント、それ以外の地域ではライオンズゲートが配給する。日本では、ポニーキャニオンと松竹が配給権を獲得しており、2014年6月28日に公開されることが決定している。

## 評価
本作は批評家から酷評されている。映画批評集積サイトのRotten Tomatoesには196件のレビューがあり、批評家支持率は19%、平均点は10点満点で4.6点となっている。サイト側による批評の要約は「優秀な撮影監督であるウォーリー・フィスターの監督デビュー作となった本作には独特のビジュアルがある。しかし、本作が提示する奥深いテーマは、本作の物語では十分に捉えることができなかった。」となっている。また、Metacriticには41件のレビューがあり、加重平均値は44/100となっている。